# Château de Labarre
 (août 2024).
Le château de Labarre, dont il ne reste aujourd'hui que les vestiges, est un château fort du XIIe siècle. Il se trouve à Foix, dans le département de l'Ariège, au dessus du quartier de Labarre, dominant la rive droite de l'Alses. Situé sur sur une plate-forme rocheuse appelé le grès de Labarre (en), il offre une vue dégagée sur le château de Foix.

## Historique
Le castrum de Barra est mentionné dès 1168 ou 1169 quand le Comte de Foix, Roger Bernard, le donne à l'abbé de Saint-Volusien de Foix.
Cette place forte est un élément important du système de défense du Comté de Foix durant ce dernier quart de XIIe siècle[réf. nécessaire]. 
En 1210, durant la Guerre des Albigeois, le Pas de la Barre est attaqué par les troupes de Simon de Montfort. L'année suivante, le château est rasé lors du retour de Montfort.
Durant le Moyen Âge tardif, l'activité reprend puisqu'une enceinte est édifiée autour du châtelet, pour être à nouveau délaissée avant 1540. L'agglomération se déplace en contrebas, près de l'église, où elle se trouve toujours aujourd'hui.
Durant les guerres de religion, le lieu est régulièrement réinvesti, soit par le pouvoir militaire en place, soit par des rançonneurs. Le lieu est définitivement abandonné depuis la fin du XVIIe siècle.